# Phormio

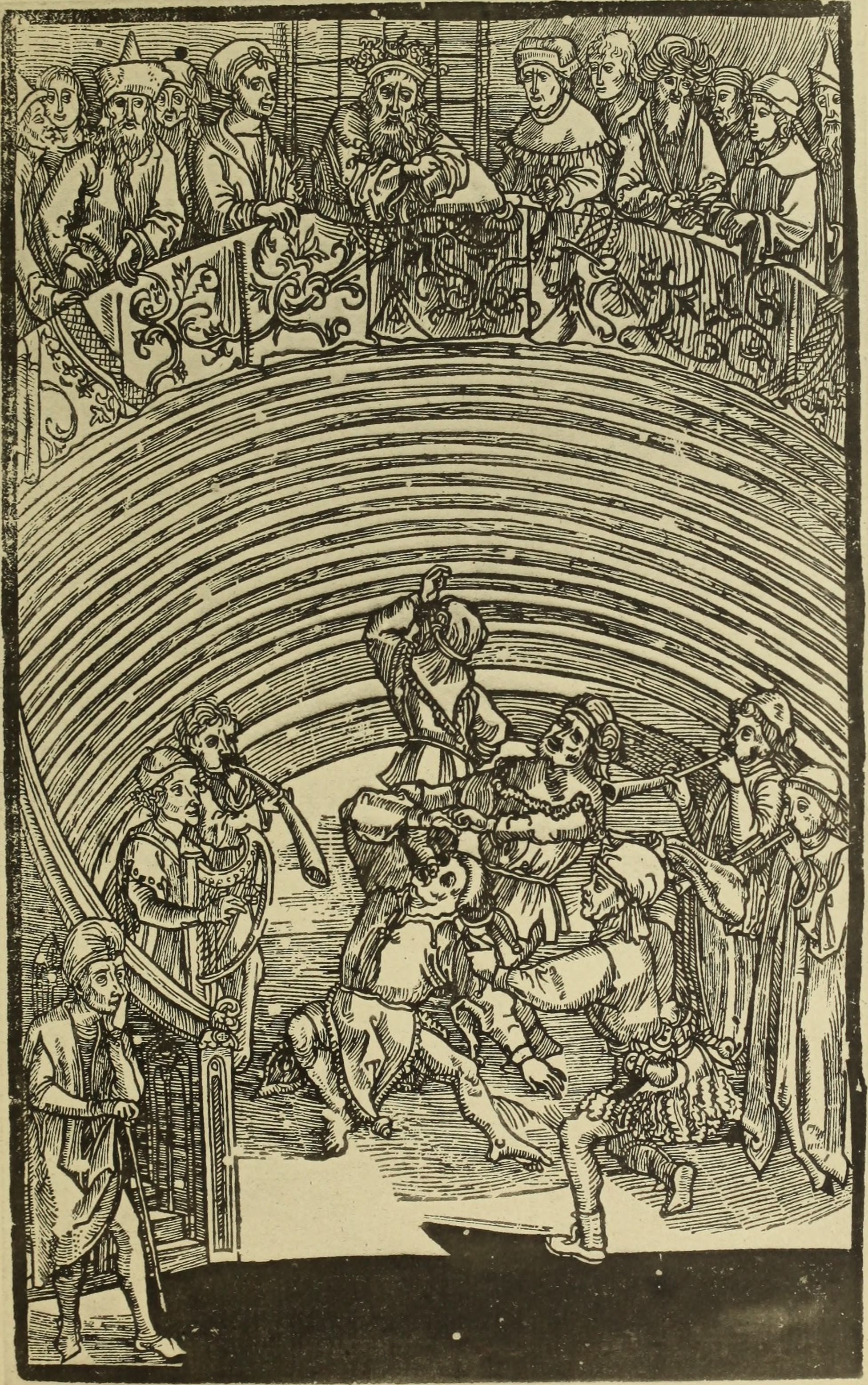
Phormio, door Albrecht Dürer.

Phormio (Grieks: Φορμίων), de zoon van Asopius, was een Atheense generaal en admiraal voor en tijdens de Peloponnesische Oorlog. Hij was een getalenteerde admiraal; hij leidde zijn vloot naar enkele beroemde Atheense overwinningen in 428 v.Chr. en werd geëerd na zijn dood met een standbeeld op de acropolis en een staatsbegrafenis. Hij wordt beschouwd als een van de grote admiralen van Athene, naast Themistocles en Cimon.

## Vroege carrière
Phormio verschijnt voor het eerst in de geschiedenisboeken in 440 v.Chr., toen hij samen met Thucydides, Hagnon en anderen de leiding over de Atheense vloot deelde in een laat deel van de Samische Oorlog. In 432 v.Chr. leidde hij een leger van 1600 hoplieten gezonden om hulp te bieden in de Slag bij Potidaea. Phormio bouwde een belegeringsmuur om Potidaea volledig in te sluiten. Nadat Potidaea stevig werd belegerd, leidde Phormio zijn mannen in een succesvolle campagne tegen de vijanden van Athene in Chalcidice en in dit jaar leidde hij opnieuw een leger om de Chalcidiciërs aan te vallen, dit keer samen met Perdiccas II van Macedonië.

## Naupaktos
In de winter van 429 v.Chr. werd Phormio gezonden naar de Korinthische Golf als leider van een vloot van 20 trireme. Terwijl hij zijn basis bij Naupaktos versterkte, blokkeerde Phormio de Korinthische scheepvaart. Maar in de zomer van 429 v.Chr. begon Sparta een grote vloot en leger te verzamelen om de bondgenoten van Athene in deze regio aan te vallen. Hiermee wilden ze Akarnanië innemen, de eilanden Zacynthus en Cephallenia, en mogelijk zelfs Naupaktos veroveren. Phormio werd ingelicht over deze plannen door de bezorgde Akarnaniërs, maar wilde Naupaktos niet onbeschermd achterlaten. Toen de Peloponnesische vloot begon te bewegen langs de zuidelijke kust van de Korinthische Golf, om over te steken naar Akarnanië, volgden de Atheners echter langs de noordelijke kust en vielen hen een keer aan toen ze de golf wilden oversteken in open zee.
In de hieropvolgende Slag bij Kaap Rhium gebruikte Phormio een unieke en ongewone tactiek. De Peloponnesiërs, ondanks hun groter aantal schepen (zij hadden 47 schepen en de Atheners slechts 20), stelden hun schepen op in een defensieve cirkel, met de rammen naar buiten gericht. Phormio cirkelde met zijn schepen rond de Peloponnesische vloot en dreef de schepen zo telkens dichter bij elkaar. Dit was een riskante tactiek omdat de Atheense flanken zeer kwetsbaar waren voor een plotselinge aanval van de Peloponnesiërs, maar de wind stak op en dwong de Peloponnesische bemanning om hun cirkel, die hierdoor verstoord was, weer volledig dicht te maken. Tijdens dit moment van verwarring vielen de Atheners aan en dreven de vijandelijke schepen op de vlucht.
In de tweede slag kort na deze, triomfeerden Phormio en zijn kleine vloot opnieuw tegen een zelfs grotere Peloponnesische vloot van 77 schepen. Nadat ze in de nauwe wateren van de Korinthische Golf waren gedreven om Naupaktos te verdedigen, sloegen de Atheners eerst op de vlucht en werden verdeeld, maar 11 Atheense schepen werden achtervolgd tot bij Naupaktos en konden, nadat ze zich hadden omgekeerd, hun achtervolgers verslaan. Deze overwinning verzekerde de Atheense overmacht in de golf en maakte een eind aan de Peloponnesische pogingen om hier veranderingen aan te brengen tijdens deze periode van de oorlog.

## Nalatenis
Na een campagne op land in 428 v.Chr. in Akarnanië, wordt Phormio nergens meer opnieuw vermeld als een leidinggevende commandant. In dit kleine aantal jaren had hij echter wel een belangrijke invloed op de oorlog gehad. Een Atheense nederlaag in de Korinthische golf zou het einde betekend hebben voor de Atheense invloed in het noordoosten van Griekenland en voor de reputatie van de stad voor haar onoverwinnelijkheid op zee. Na zijn dood eerden de Atheners hem door een standbeeld voor hem op te richten op de acropolis en ze begroeven zijn lichaam op de staatsbegraafplaats.
Zijn zoon, die Asopius genoemd werd net als zijn grootvader, had ook de leiding over een vloot tijdens de Oorlog.